# Nassau County (New York)
Nassau County is een county in de Amerikaanse staat New York in het middenwesten van het eiland Long Island. Ten westen ligt het New Yorkse stadsdeel (borough) Queens, aan de oostkant ligt Suffolk County.
De county heeft een landoppervlakte van 743 km² en telt 1.334.544 inwoners (volkstelling 2000). De hoofdplaats is Mineola.
De county omvat bestuurlijk twee "cities", Glen Cove en Long Beach, en drie "towns", Hempstead, North Hempstead en Oyster Bay. De "towns" omvatten vele dorpen en gehuchten.

## Geboren
- Ray Barbuti (12 juni 1905), sprinter (tweevoudig olympisch kampioen) en Americanfootballspeler

## Afbeeldingen

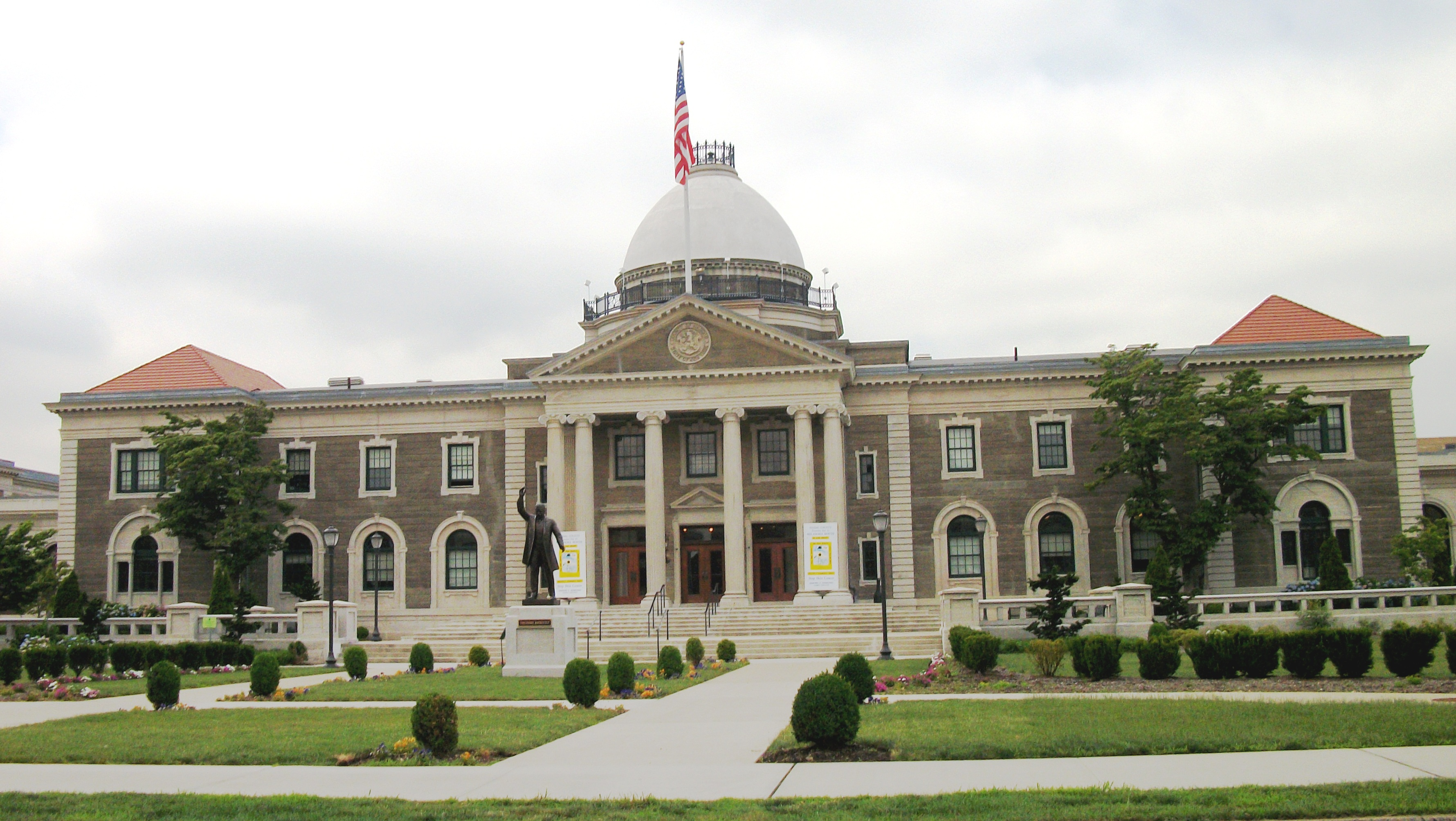
Het oude Nassau County Courthouse in Garden City (NY)
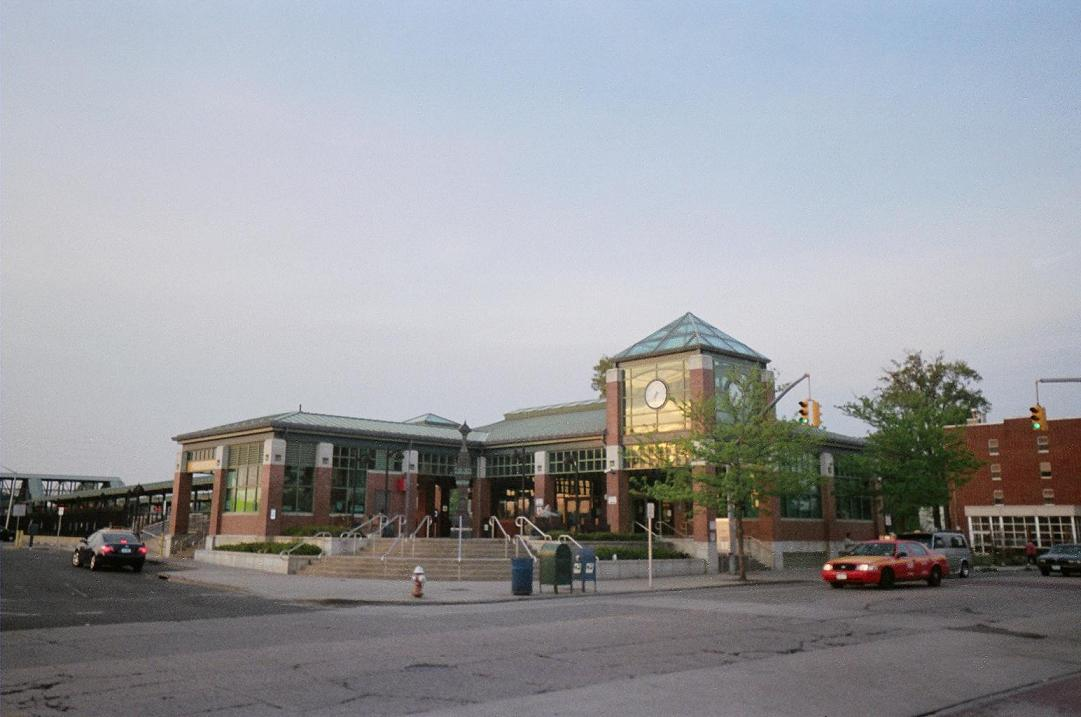
Het station van de Long Island Rail Road in Hempstead (NY)